# Međunarodna zračna luka Košice
Međunarodna zračna luka Košice (slk. Medzinárodné letisko Košice) je zračna luka koja opslužuje Košice u Slovačkoj. Aerodrom se nalazi 6 km južno od središta grada, na 230 metara nadmorske visine, obuhvaća površinu od 3,50 km2. Služi za niskobudžetne, domaće i međunarodne letova. Kapacitet zračne luke je trenutno 800.000 putnika godišnje, iako trenutno godišnje ima upola manji broj putnika.

## Povijest
Izgradnja današnje zračne luke započela je 1950. godine u neposrednoj blizini predgrađa Barca. Godine 1954. započela je gradnja na prvom dijelu novog putničkog terminala, hangara i novog kontrolnog tornja. Godine 1955. uspostavljeni su direktni letovi između Košica i Praga. Napajanje je pojačano s još snažnijim transformatorima 1962., zatim je povećan putnički terminal do sredine 1960-ih. Između 1974. i 1977. godine pista je povećan za 1.100 metara, obnovljeno je napajanje i sustav rasvjete. Vojno zrakoplovstvo u zračnoj luci zaustavljeno je 2004. godine.

## Statistika
| Godina | Putnika | Promjena | Teret (tona) |
| ------ | ------- | -------- | ------------ |
| 2000.  | 125.844 |          | 277          |
| 2001.  | 138.083 | +9,7%    | 500          |
| 2002.  | 161.827 | +17,2%   | 257          |
| 2003.  | 187.716 | +16,0%   | 322          |
| 2004.  | 231.410 | +23,3%   | 368          |
| 2005.  | 269.885 | +16,6%   | 448          |
| 2006.  | 343.818 | +27,4%   | 323          |
| 2007.  | 443.448 | +29,0%   | 264          |
| 2008.  | 590.919 | +33,3%   | 457          |
| 2009.  | 352.460 | −40,4%   | 446          |
| 2010.  | 266.858 | −24,3%   |              |
| 2011.  | 266.143 | −0,3%    |              |
| 2012.  | 235.754 | −11,4%   |              |
| 2013.  | 237.165 | +0,6%    |              |
| 2014.  | 356.750 | +50,4%   |              |
| 2015.  | 410.400 | +15,03%  |              |

## Vanjske poveznice
- Međunarodna zračna luka Košice